# Georg Gössl
Georg Gössl (ur. 14 czerwca 1909, zm. 27 maja 1947 w Landsberg am Lech) – kapo w obozie koncentracyjnym Mauthausen-Gusen i zbrodniarz wojenny.
Więzień, który przebywał w obozie Mauthausen od kwietnia 1940 do maja 1945. Sprawował od marca 1945 funkcję kapo w szpitalu podobozu KL Mauthausen – Hinterbrühl. Gössl uczestniczył w mordowaniu więźniów zastrzykami fenolu. Znęcał się również nad nimi, kopiąc i bijąc po twarzy.
W procesie załogi Mauthausen-Gusen (US vs. Johann Altfuldisch i inni) został skazany na karę śmierci przez amerykański Trybunał Wojskowy w Dachau. Powieszony w więzieniu Landsberg 27 maja 1947.